# SYSTEM21
SYSTEM21（システム21）は、1989年にナムコがリリースした、3DCGに特化したアーケードゲーム基板である。別名「ポリゴナイザー」（Polygonizer）。

## 概要
従来はグラフィックス表示にPCGやスプライトを使用したビットマップグラフィックスが主流であったのに対し、本基板はビットマップ表示に加え、ポリゴンを使用した3Dグラフィックス表示を特徴とし、『ウイニングラン』ほかアーケードゲーム機がよりリアルな3D表示に移行するに至った存在である。なお、3Dポリゴン表示に特化して設計されたアーケードゲーム基板は本基板が初めてではなく、先行する基板として、米国ATARI社の1984年の作品であるI, Robotに用いられた専用基板がある（商業的には世界初の事例）。
基板構成はメインプログラムやサブプログラム、通信制御、サウンドなどを担当する基板1枚と、画像用ワークRAM等が実装されている基板1枚、ビットマップグラフィックス表示を担当する基板1枚、ポリゴン表示計算などを行う基板1枚で、合計4枚となっている。音源周りやメインCPU、サブCPU周辺はSYSTEM IIを踏襲した構成となっている（SYSTEM IIに3Dポリゴン機能を付加した発展型のような構成）。
アーケードゲームで最初期の3DCG基板であるが、レスポンスが重要なシューティングゲームを中心に60fpsを実現した作品がいくつか見られた。2DCG基板を用いた擬似3Dよりも、遥かに正確な3次元空間を実現可能であったため、VRを志向した作品ばかりであった。
基板に搭載されているC140はアーケードゲームでも最初期のPCM音源であり、当時最先端の技術を結集して作られた専用のカスタムチップである。同時発音数24chという、当時としては非常に豪華な仕様であった。C140には、シンセサイザーメーカーのENSONIQが売り込んできた音源チップを見て、ナムコが同等品を自社開発したという逸話が残っている。
同様の3Dポリゴン基板として後続して他社からリリースされた基板にはセガのMODEL1が存在する（「バーチャファイター」が多大な影響を与えた）。

## SYSTEM21B

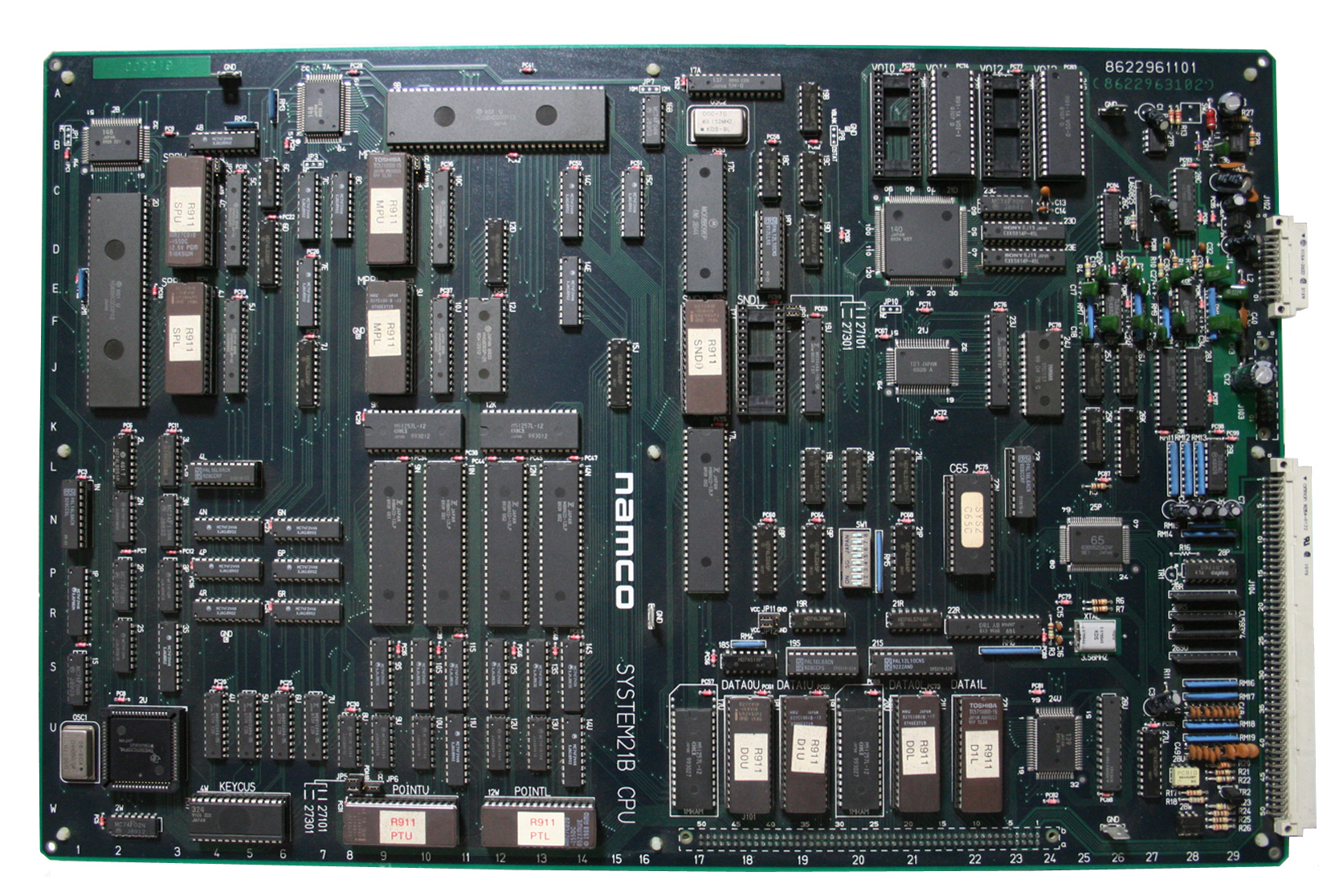
SYSTEM21B CPUボード

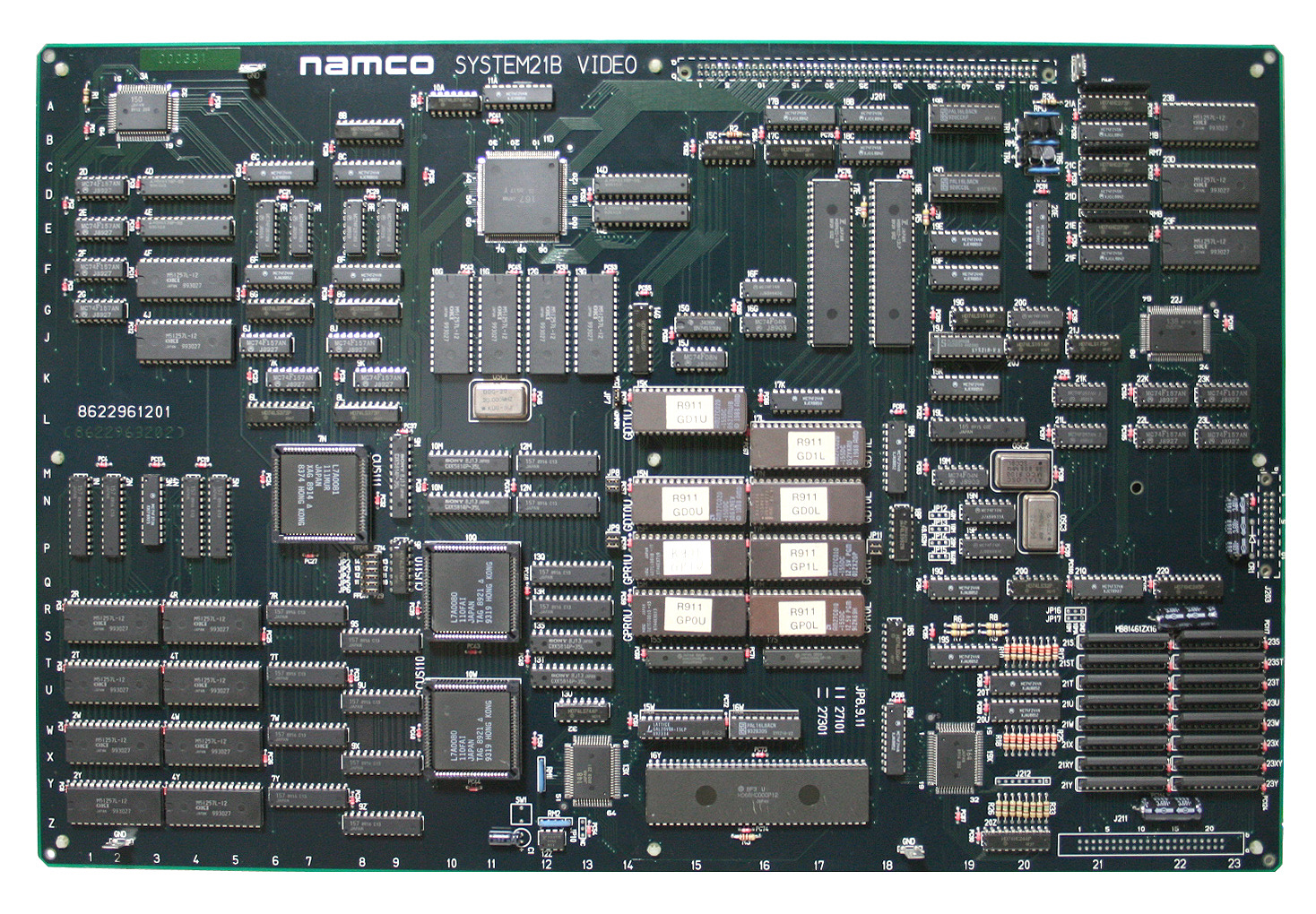
SYSTEM21B VIDEOボード

SYSTEM21Bは、基板4枚で構成されていたSYSTEM21の機能を基板を2枚に収めたもので、POINT ROMなど一部実装できるROM容量が少ないが性能は同じである。ウイニングランシリーズのみに特化した仕様といえる。基板はバックパネルの基板を経由せずにCPUボードとVIDEOボードを重ねて直接接続する構成となっている。
ポリゴン表示性能は毎秒60000枚。

### メインボード
メインプログラム、音源制御、画像合成、各種入出力機能を有する。
メインボードにはメインプログラム、サブプログラム、データROM、サウンドプログラムROM(SND0〜1)、PCMデータROM(VOI0〜3)、POINT ROM（不明）、KEYCUS（コピー防止カスタムIC）が実装されている。
- 基板型番 ：8622963102
- シルク型番：8622961101

### CPU
- メインプログラムMPU：68HC000-12
- サブプログラムMPU ：68HC000-12
- ポリゴン座標計算用DSP：TMS320C25

- メインプログラムシルク表示(MPRL、MPRU)
- メインプログラムROMラベル表示(MPL、MPL)

- サブプログラムシルク表示(SPRL、SPRU1)
- サブプログラムROMラベル表示(SPL、SPU)

- データROMシルク表示(D0L、D0U、D1L,D1U）
- データROMラベル表示(DATA0L、DATA0U、DATA1L、DATA1U)

- ポリゴン座標計算用ROMシルク表示(POINTL、POINTU)
- ポリゴン座標計算用ROMラベル表示(PTL、PTU)

- KEYCUS：コピー防止用カスタムチップ

### サウンド
- サウンド制御：68B09E
- FM音源：YM2151(OPM)

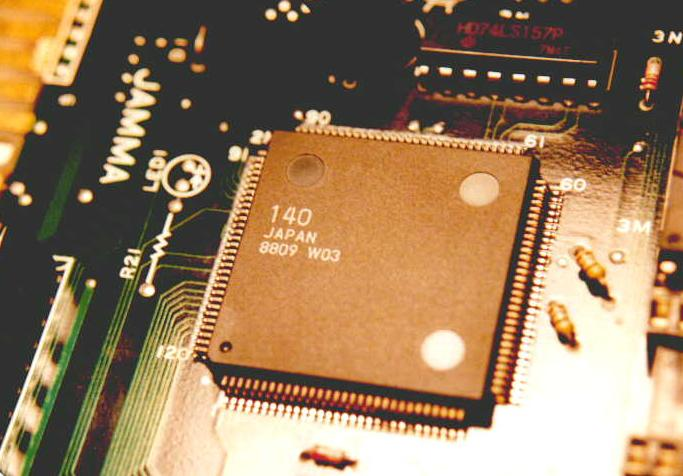
カスタムPCM音源 C140
※本画像はSYSTEM IIのものである

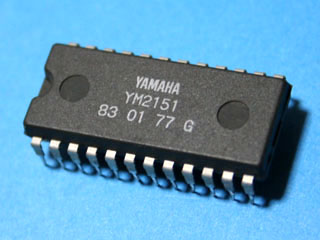
FM音源 YM2151

- FM音源用D/Aコンバータ：YM3012（ステレオ出力）
- PCM音源：C140（カスタムチップ）
- PCM音源用D/Aコンバータ：LC7880

### 通信機能
- 通信制御用CPU：HD63B05Z (C65)

### VIDEOボード
ビデオボードにはグラフィックプログラムROMとグラフィックデータROMが実装されている。映像信号はこのボードで生成され、コネクタを介しメインボードから出力される。
- 基板型番 ：8622963202
- シルク型番：8622961201
- グラフィックプログラムMPU：68HC000-12

- グラフィックプログラムROMシルク表示：GPR0L、GPR0U、GPR1L、GPR1U
- グラフィックプログラムROMラベル表示：GP0L 、GP0U 、GP1L 、GP1U

- グラフィックデータROMシルク表示：GDT0L、GDT0U、GDT1L、GDT1U
- グラフィックデータROMラベル表示：GD0L 、GD0U 、GD1L 、GD1U

## SYSTEM21C
SYSTEM21Cは、ソルバルウ・スターブレード・エアコンバット・サイバースレッドで使用されたもので、4枚基板構成である。大きな変更点はポリゴンボード上のDSPが、TI社TMS320C25からピン互換のカスタム品となっており、1+4基の合計5基に増やされていること。ビデオボードもSYSTEM21/21Bとは大きく異なり、基板上に68000は見受けられない。CPUボードも後期型SYSTEMIIと同じく、通信制御用コントローラがC65からC68になっている。

## 使用ゲーム
- ウイニングラン（1989年）
  - ウイニングラン 鈴鹿グランプリ（1989年）
  - ウイニングラン'91（1991年）
- ドライバーズアイ（1991年）
- ソルバルウ（1991年）[2]
- スターブレード（1991年）
- ギャラクシアン3 プロジェクトドラグーン（シアター6筐体版）（1993年） - ゲーム部分のみに使用[注 1]。
  - ギャラクシアン3 アタック オブ ザ ゾルギア（1994年） - 同上。SYSTEM21基板を採用した最後のゲーム。
- エアーコンバット（1993年）
- サイバースレッド（1993年）